# Riella purpureospora
Riella purpureospora là một loài rêu trong họ Riellaceae. Loài này được F.H. Wigg. mô tả khoa học đầu tiên.
Danh pháp khoa học của loài này chưa được làm sáng tỏ. 